# Plavecký Peter
Plavecký Peter es un municipio del distrito de Senica en la región de Trnava, Eslovaquia, con una población estimada a final del año 2024 de 607 habitantes.
Se encuentra ubicado al norte de la región, en los pequeños Cárpatos y cerca del río Váh (cuenca hidrográfica del Danubio) y de la frontera con la República Checa.

## Demografía
| Año        | 1994 | 2004    | 2014    | 2024    |
| ---------- | ---- | ------- | ------- | ------- |
| Población  | 624  | 645     | 628     | 607     |
| Diferencia |      | +3,36 % | −2,63 % | −3,34 % |

| Año        | 2023 | 2024    |
| ---------- | ---- | ------- |
| Población  | 610  | 607     |
| Diferencia |      | −0,49 % |